# 동방 루나 나이츠
《동방 루나 나이츠》(Touhou Luna Nights)는 팀 레이디버그가 개발하고 플레이즘이 배급한 비선형 액션 플랫폼 게임이다. 《동방 프로젝트》에 기반한 팬게임으로 이자요이 사쿠야가 주인공이다.
2018년 8월에 마이크로소프트 윈도우판이 스팀에 앞서 해보기 형태로 먼저 출시됐으며, 2019년 2월 29일 버전 1.0 업데이트가 개시되면서 공식적으로 발매됐다. 2019년 9월 3일에는 엑스박스 원, 2020년 12월 17일에는 닌텐도 스위치로 이식됐다.

## 게임플레이
《동방 루나 나이츠》는 거대한 성을 배경으로 비선형으로 배치된 플랫폼 구간을 돌파하고 퍼즐과 보스전을 겪는 메트로배니아 형식을 갖췄다. 플레이어 캐릭터는 이자요이 사쿠야로, 원작 《동방》에서처럼 단검을 던지고 시간을 멈추는 능력을 갖췄다.